# Pádraig Ó Riain
Pádraig Ó Riain – irlandzki hagiograf, profesor studiów celtyckich.
Emerytowany profesor języka staroirlandzkiego i średnioirlandzkiego na University College Cork. Opublikował wiele prac dotyczących literatury, kultury i historii Irlandii. Od 1989 jest członkiem Royal Irish Academy, a od 1999 prezydentem Irish Texts Society. W roku 1999 przewodniczył XI Międzynarodowemu Kongresowi Celtyckiemu. W 1995 otrzymał Nagrodę Humboldta w Bonn.